# Napoléon (et moi)
Pour plus de détails, voir Fiche technique et Distribution.
Napoléon (et moi) (N (Io e Napoleone)) est un film franco-hispano-italien réalisé par Paolo Virzì, sorti en 2006.

## Synopsis
18 mai 1814 : Napoléon Bonaparte, après la défaite de Leipzig, est envoyé en exil à l'île d'Elbe. Pour réorganiser la bibliothèque et écrire ses réflexions, il choisit le jeune professeur Martino Papucci, récemment licencié en raison de ses idées politiques subversives. Celui-ci se met en tête d'assassiner l'empereur. Il est par ailleurs amoureux de la baronne Emilia, mariée à un aristocrate et qui est sur le point de retourner à Naples. 
Sa première rencontre avec Napoléon est très courte, Martino s'est armé d'un pistolet, il est fouillé par le garde du corps Ali, mais la fouille est interrompu et le pistolet n'est pas découvert. La rencontre avec Napoléon laisse Martino étonné par la personnalité et le caractère de Napoléon et ne met pas son projet à exécution. Une deuxième tentative, échoue plus tard, la servante de la maison Papucci, Mirella, ayant trouvé le pistolet et devinant ce qu'il peut servir, l'ayant soustrait. Papucci essaye ensuite de pousser Bonaparte hors d'une falaise, mais quand il veut passer à l'action, la victime potentielle s'est déjà éloignée, sans rien suspecter. Rencontre après rencontre, Martino est de plus en plus lié à l'empereur, passant de la haine à la sympathie, et de là à une certaine affection.
Un soir, l'inattendu se produit : l'ancien professeur de Martino, Giorgio Fontanelli, qui était également anti-français et anti-napoléonien, tente de s'introduire, une arme à la main dans la résidence de l'empereur. Martino qui ne l'a pas reconnu donne l'alerte et  l'homme est maîtrisé par Ali. L'empereur remercie Martino de l'avoir prévenu et lui promet qu'il ne sera fait aucun mal à Fantanelli. Mais le jour suivant l'homme est fusillé.
La nuit Martino pénètre dans les appartements de l'Empereur, mais celui-ci s'est déjà échappé de l'île accompagné de la baronne.
Le temps passe, Martino a épousé Mirella qui est enceinte. En se rendant sur la tombe de Fontanelli, Martino décide de se rendre à Sainte-Hélène, il arrivera le 6 mai 1821 le lendemain de la mort de l'ancien empereur.

## Fiche technique
- Titre original : N (Io e Napoleone)
- Titre français : Napoléon (et moi)
- Réalisation : Paolo Virzì
- Scénario : Paolo Virzì, Francesco Bruni, Giacomo Scarpelli et Furio Scarpelli d'après Ernesto Ferrero
- Photographie : Alessandro Pesci
- Musique : Juan Bardem et Paolo Buonvino
- Pays d'origine :  Italie -  Espagne -  France
- Format : couleur - 35 mm - 1,85:1 - Dolby Digital
- Genre : comédie dramatique
- Durée : 100 minutes
- Date de sortie : 2006

## Distribution
- Daniel Auteuil : Napoléon Bonaparte
- Elio Germano : Martino Papucci
- Monica Bellucci : barone Emilia Speziali
- Sabrina Impacciatore : Diamantina Papucci
- Valerio Mastandrea : Ferrante Papucci
- Francesca Inaudi : Mirella
- Massimo Ceccherini : Cosimo Bartolini
- Omero Antonutti : Maestro Fontanelli
- Margarita Lozano : Pascalina
- José Ángel Egido : marchand
- Francesco Bruni : chevalier servant de cour
- Achille Brugnini : colonel Campbell
- Vincent Lo Monaco : Général Antoine Drouot, gouverneur de l'île
- Fausto Caroli : Ali